# Edgardo Gastón Plá
Edgardo Gastón Plá es un ingeniero y político argentino. fue Secretario de Obras Públicas de la Nación Argentina entre 1999 y 2001. En el año 2001 la Auditoría General de la Nación incluyó una denuncia de la Oficina Anticorrupción contra Fernando De la Rúa y varios de sus ministros entre ellos Gastón Plá por fraude a la administración pública, malversación de caudales públicos y negociaciones incompatibles con la función pública, a raíz de dos decretos que favorecieron a los concesionarios de las principales rutas nacionales. Entre los denunciados figuró Edgardo Gastón Plá, quien elaboró el acuerdo impugnado. Un mes y medio antes de ser designado, Plá se desempeñaba en la empresa Civilia Engenheria de Brasil, y antes en Sideco Americana de Chile, dos firmas que forman parte del conglomerado empresario beneficiado.